# Christen Eagle
Die Christen Eagle ist ein kunstflugfähiges Leichtflugzeug. Es existieren eine einsitzige (Eagle I) und eine zweisitzige Ausführung (Eagle II). Die Maschine ist wahlweise als Bausatz oder fertig montiert erhältlich.

## Konstruktion
Der Erstflug der Eagle II fand im Februar 1977 statt, gefolgt von der Eagle I. Grundlage der Konstruktion waren die Erfahrungen, die Frank Christensen bei der berühmten Pitts Special gesammelt hatte. Inzwischen hat die Firma Aviat Aircraft in Wyoming die Produktion übernommen. Das Flugzeug ist voll kunstflugtauglich und wird daher auch in der Aerobatic-Ausbildung eingesetzt. Auffällig ist die geringe Größe der als Doppeldecker ausgelegten Maschine. Sämtliche Flugmanöver, einschließlich trudeln, können ohne Einschränkungen geflogen werden. Außerdem verfügt die Maschine über exzellente Langsamflugeigenschaften. Während es sich bei der Eagle I um eine reine Wettbewerbsmaschine handelt, ist die Eagle II auch für Ausbildungszwecke und für Überlandflüge geeignet.

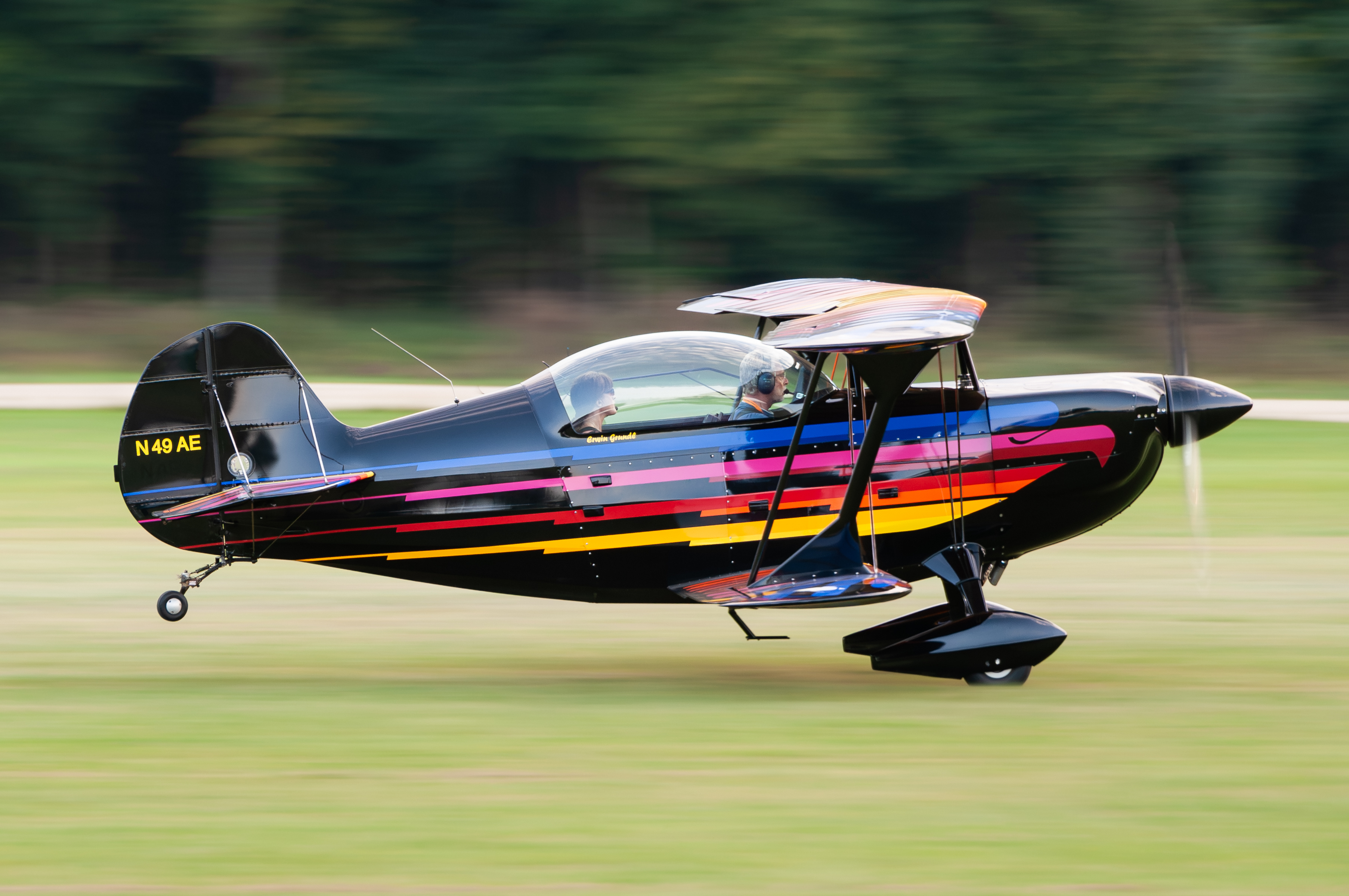
Eine Eagle II auf dem Flugplatz Hahnweide

Die zweisitzige Ausführung ist mit einem Vierzylinder-Boxermotor vom Typ Lycoming AEIO-360-A1D oder selten mit einem modifizierten Lycoming IO-360 mit einer Nennleistung von 200 PS (147 kW) oder mehr ausgestattet. Die einsitzige Variante verfügt über das stärkere Sechszylindertriebwerk Lycoming O-540-E4B5 mit 264 PS (194 kW). Es existieren aber auch zweisitzige Christen Eagles mit Sechszylinder-Motoren von 300 PS und mehr.

## Technische Daten (Eagle II)
| Kenngröße             | Daten                     |
| --------------------- | ------------------------- |
| Besatzung             | 1                         |
| Passagiere            | 1                         |
| Länge                 | 5,64 m                    |
| Spannweite            | 6,07 m                    |
| Höhe                  | 1,98 m                    |
| Flügelfläche          | 11,61 m²                  |
| Leermasse             | 475 kg                    |
| max. Startmasse       | 715 kg                    |
| Höchstgeschwindigkeit | 295 km/h                  |
| zulässige Belastung   | +6 g / −4 g               |
| Reichweite            | 600 km                    |
| Triebwerke            | 1 × Lycoming AEIO-360-A1D |